# Neil Cohalan
Neil J. Cohalan (nacido el 31 de julio de 1906 y fallecido el 22 de enero de 1968 en Nueva York, Nueva York) fue un entrenador de baloncesto estadounidense que dirigió durante una temporada a los New York Knicks de la NBA.

## Trayectoria deportiva

### Universidad
Permaneció durante cuatro años en el Manhattan College, donde compitió en tres deportes diferentes.

### Entrenador
Comenzó su andadura como entrenador en su alma mater, los Jaspers del Manhattan College, donde permaneció 13 temporadas, entre 1929 y 1942, en las cuales consiguió 165 victorias por 83 derrotas.
En julio de 1946 fichó como entrenador de los New York Knicks, convirtiéndose en el primer entrenador de la historia del equipo, y dirigiendo el primer partido de la historia de la BAA, la antecesora de la NBA, disputado en el Maple Leaf Gardens de Toronto el 1 de noviembre de 1946 ante los Toronto Huskies y que terminó con la victoria del equipo neoyorquino por 68-66.
Dirigió al equipo durante una temporada, en la que logró 33 victorias y 27 derrotas, clasificando al equipo para los playoffs, en los que alcanzó las semifinales, en las que cayó ante Philadelphia Warriors por 0-2.

## Estadísticas
| Equipo          | Año     | P  | V  | D  | %V-D | Finalizó        | PP | VP | DP | %V-DP | Resultado             |
| --------------- | ------- | -- | -- | -- | ---- | --------------- | -- | -- | -- | ----- | --------------------- |
| New York Knicks | 1946-47 | 60 | 33 | 27 | .550 | 3º en Div. Este | 5  | 2  | 3  | .400  | Pierde en semifinales |
| Total           |         | 60 | 33 | 27 | .550 |                 | 5  | 2  | 3  | .400  |                       |